# Meromacrus farri
Meromacrus farri är en tvåvingeart som beskrevs av Thompson 1981. Meromacrus farri ingår i släktet Meromacrus och familjen blomflugor.
Artens utbredningsområde är Jamaica. Inga underarter finns listade i Catalogue of Life.